# Skáldatal
Lo Skáldatal (italiano: Catalogo dei Poeti) è un'opera scritta in lingua norrena. Conservata in due distinti manoscritti, è una lista di scaldi dai tempi più antichi fino al tardo XIII secolo. Molti dei poeti elencati sono noti attraverso altre fonti e ne possediamo le opere, sebbene in alcuni casi solo frammentarie, mentre altri sono del tutto sconosciuti. In questo catalogo compare solo uno nome femminile, Steinvör Sighvatsdóttir.

## Descrizione

### Manoscritti e autori
L'opera si conserva in due manoscritti: il Codex Uppsaliensis o DG 11 (XIV secolo), che è uno dei quattro manoscritti principali dell'Edda di Snorri, e lo AM 761 4to (del XVIII secolo) che contiene anche poemi scaldici. Gli scaldi sono elencati secondo re, jarl o semplici protettori presso cui servivano e che vivevano tanto in Norvegia quanto in Svezia, Danimarca o Islanda. All'interno di ogni categoria seguono un ordine cronologico piuttosto preciso, ma l'elenco non è completo.
Si suppone che lo Skáldatal sia stato iniziato ai tempi di Snorri Sturluson, forse da Snorri stesso, ma fu probabilmente completato da uno dei nipoti, Sturla Þórðarson od Óláfr hvítaskáld Þórðarson. La base principale per questa ipotesi è che l'opera è stata conservata solo nei manoscritti dell'Edda. In secondo luogo, il Codex Uppsaliensis è una delle principali versioni dell'Edda in prosa e dello Heimskringla. Il manoscritto AM 761 4to non è originale, ma frutto di una copia precedente all'incendio della Biblioteca di Copenaghen del 1728. Il copista era Árni Magnússon e da lui prende nome il manoscritto.

### Catalogo
I primi poeti citati risalgono all'età mitica e fanno riferimento a Ragnar Loðbrók, Eysteinn Beli, Björn at Haugi, Eiríkr Refilsson. A Ragnar, il primo re del catalogo, è attribuito soltanto Bragi Boddason, mentre Eysteinn Beli conta ben 11 scaldi, quasi del tutto sconosciuti. Nell'elenco è citato anche il re inglese Athelstano (Aðalsteinn Englakonungr), presso cui servì Egill Skallagrímsson. 
La maggior parte della poetica degli scaldi elencati è stata persa. Di alcuni però si conservano molti frammenti od opere intere, tramandate da Snorri nello Heimskringla, nell'Edda e nello Skáldskaparmál, e da altre fonti come per esempio il Flateyjarbók. 